# パーラメント (たばこ)

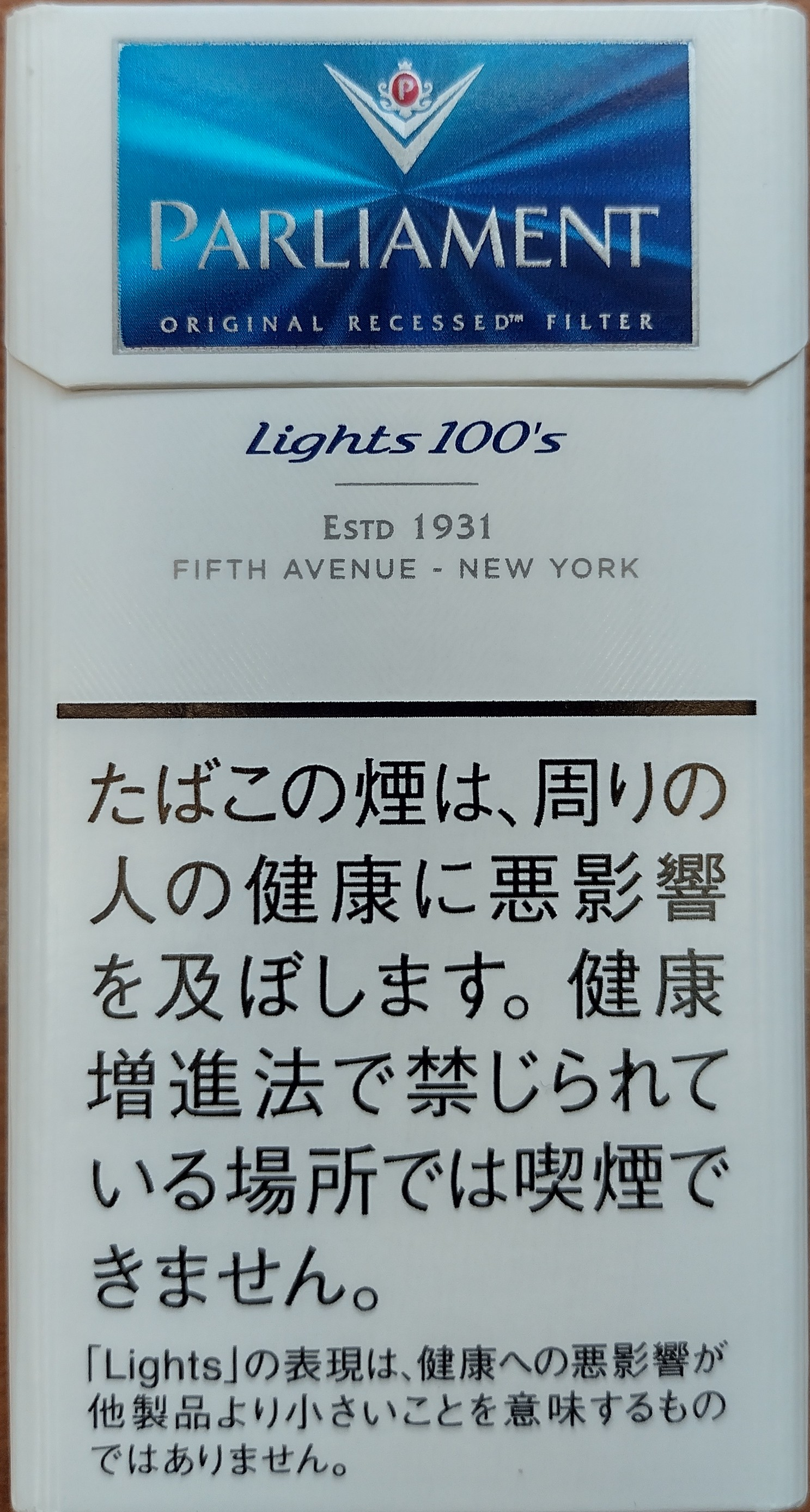
日本で販売されているパーラメント。近年は警告表示が大きく入っている。（2022年）

パーラメント（PARLIAMENT）は、フィリップモリス社が製造しているたばこのブランド名。

## 概要
世界初のフィルター付きたばこと言われているケントよりも早く、1931年にフィルター付きたばことして発売しており実際はパーラメントが世界初である。なおパーラメントのフィルターは「リセスド・フィルター」と言う、巻紙の末端から奥まった形で入っているのが特徴であり空間部で煙を冷ます効果があるとされている。
かつて日本国内で放送されたテレビCMではニューヨークのイメージを強く出していた。1980年代初頭〜中頃にかけては、ニューヨークの街並みや道路・橋などに至るまでがパーラメントのパッケージデザインとなったCGアニメーションのものなどが流されていた。1980年代末期あたりからは、実写によるニューヨークの空撮映像などが使われるものへと変わっていった。そして1990年代に入ってからは、更に格調高くとのイメージ戦略のもと、美しい映像と共にBGMにボビー・コールドウェルなどのAORの曲を流していた。その中にはピーター・セテラに提供した『STAY WITH ME song for KA・GU・YA・姫』（映画『竹取物語』主題歌）のボビー版も含まれていた。当時のナレーションは長塚京三が担当。CMキャッチコピーは、長らく「自由とやすらぎの香り American Blue（後にStylish Blue）」が使われた。

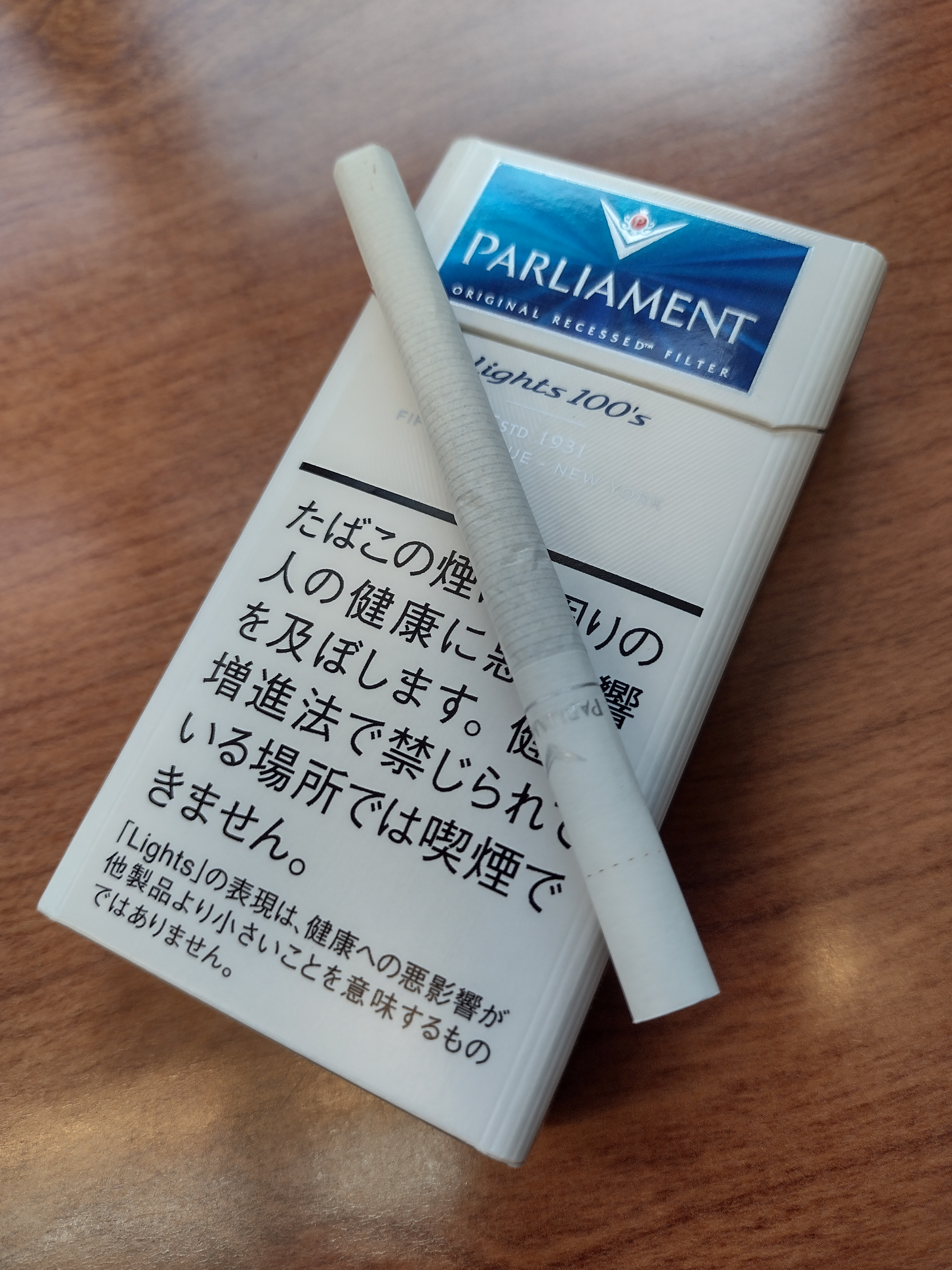

主な愛煙家としては、政治家の小沢一郎がいる。彼は、狭心症で倒れるまでパーラメントを1日5～6箱愛飲していた。女優の淡路恵子もパーラメントの愛煙家であった。架空の人物では、『BLACK LAGOON』のバラライカや、『グラップラー刃牙』に登場する花山薫がパーラメントを喫煙している。
アメリカのミュージシャンジョージクリントンはパーラメントの愛煙家だったことから自身のグループをパーラメンツ(のちにパーラメントに改名)とした。
ロシアにおける同社製加熱式たばこのiQOS向けヒートスティックはパーラメントブランドから導入された（他国においては日本においてマールボロブランドから導入されたのをのぞきヒーツブランドを導入）。なお、パーラメントのヒートスティックもリセスド・フィルターを搭載している。

## 製品一覧

### 国内現行販売製品
※製造国は2018年8月現在（出典:製造たばこ小売定価（H30.8.27変更認可））。複数の国で製造されている商品は、ロット番号の最初に表記されている製造所固有記号（スイス製=SF、ポーランド製=PC、ウクライナ製=UA）で区別できる。